# Haagse Schaakbond
De Haagse Schaakbond (HSB) is een branche van de Koninklijke Nederlandse Schaakbond en overkoepelend orgaan van schaakclubs in regio Den Haag, inclusief Delft, Westland en Zoetermeer.

## Geschiedenis
In het begin van de 20e eeuw was de Nederlandse Schaakbond een landelijke vereniging voor individuele schaakliefhebbers.  Naarmate het clubleven groeide, ontstond echter de behoefte om ook schaakverenigingen in de bond op te nemen. Dit werd mogelijk gemaakt door de reorganisatie van de Nederlandse Schaakbond in 1919. 
De Haagse Schaakbond (HSB) werd in 1926 opgericht op initiatief van J.W. te Kolsté en J.W.H.J. Wildenboer, beiden leden van de schaakclub Discendo Discimus. Het doel was om het contact tussen verschillende schaakverenigingen in de stad te versterken.   Tot de eerste leden van de HSB behoorden Discendo Discimus, De Scheveningsche Schaakvereeniging, de Residentie Schaakclub en de Haagsche Arbeiders Schaakclub.
In 2005 waren er 29 schaakverenigingen aangesloten bij de HSB, waaronder de Delftsche Schaakclub. De bond heeft veel bekende spelers in de gelederen gehad, waaronder grootmeester Jan Timman die in zijn jeugd uitkwam voor de Haagse Schaakbond en Anish Giri.  Vakbondsman Hans Pont was geruime tijd voorzitter van de HSB voordat hij voorzitter werd van de Koninklijke Nederlandse Schaakbond (KNSB).

## Activiteiten
De HSB kent een groot aantal activiteiten voor zowel de senioren als de jeugd. Zo wordt met name samen met de Rotterdamse Schaakbond het jeugdtoernooi Groene Hart Jeugdcup georganiseerd en is er een Grand Prix. Ook is daar een HSB-competitie.

## Meer lezen
- Beekum, T. van (1991), 65-jarige geschiedenis van de Haagse Schaakbond, z.p.
- Marel, Erik van der (2012), De Haagse Schaakbond in vogelvlucht: 1926 – 2012, Wassenaar